# When Saturday Comes
When Saturday Comes es una revista de fútbol en inglés que se publica mensualmente en Londres, Inglaterra. Fue fundada en 1986 por Andy Lyons y Mike Ticher, y su primer número fue publicado en marzo de ese año. La revista contiene reportajes, noticias, artículos de opinión y entrevistas sobre el fútbol británico, especialmente, e internacional.
En la década de 2000, WSC se introdujo, también, en la edición de libros. WSC Books hasta el momento ha publicado 14 libros, entre ellos Tor!, la historia del fútbol alemán.

## Historia
La revista comenzó en 1986 como una publicación independiente bimensual de estilo fanzine. Sin embargo, para 1988 se había desarrollado y se dio a conocer, disponible en quioscos a nivel nacional. Al año siguiente aumentó su perfil y amplió su cobertura con el partido clasifocatorio para el Mundial de 1990 entre Inglaterra y Albania, y su circulación alcanzó los 20.000 ejemplares.
A principios de la década de 1990 la revista comenzó a adquirir publicidad y aumentó a 48 páginas.

## Redacción
Aunque la revista, actualmente, emplea a escritores profesionales (en septiembre de 2009 de la revista tenía 15 periodistas acreditados como "colaboradores habituales"), todavía encarga artículos de fanes. Un número de escritores invitados también ha escrito para la revista, como Cris Freddi, Nick Hornby y Simon Kuper. El sitio web de WSC enumera 408 escritores.